# Dedicada a mi ex
Dedicada a mi ex es una película de comedia ecuatoriana-colombiana dirigida por Jorge Ulloa y protagonizada por los actores Raúl Santana, Nataly Valencia y Biassini Segura En la película aparecen personalidades de YouTube como Werevertumorro, Luisito Comunica, Yoseline Hoffman, Kika Nieto y Fernanfloo.

## Sinopsis
El filme cuenta la historia de Ariel, un joven de 21 años que decide formar una banda de rock para concursar por un premio de diez mil dólares en un concurso de bandas musicales, esto como última opción al intentar conseguir dinero para poder salvar su relación y reencontrarse con su exnovia, la cual rompe debido al viaje que ella debe realizar a Finlandia por unas pasantías. Ariel junto a su amigo Ortega, deciden realizar un casting para encontrar a los demás integrantes de la banda, pese a que ellos no conocen nada sobre la música, logrando así formar una banda con integrantes que tienen diversas y opuestas personalidades.

## Producción y Rodaje
El filme fue creado y dirigido por Jorge Ulloa, director y talento de Enchufe.tv, en coproducción con las productoras Touché Films de Ecuador, Tondero de Perú y  Dynamo de Colombia. La realización del guion estuvo a manos de cinco personas y tardó alrededor de un año, mientras que el rodaje se lo realizó en cinco semanas durante el 2017 y la posproducción tardó cerca de un año.
La película fue rodada mayoritariamente en Bogotá, Colombia, con algunas escenas realizadas en Quito, Ecuador y una escena filmada en Los Ángeles, Estados Unidos. Debido a su rodaje, la película contó con los fondos del Ministerio de Cultura de Colombia, considerándose oficialmente como una producción colombiana.

## Elenco

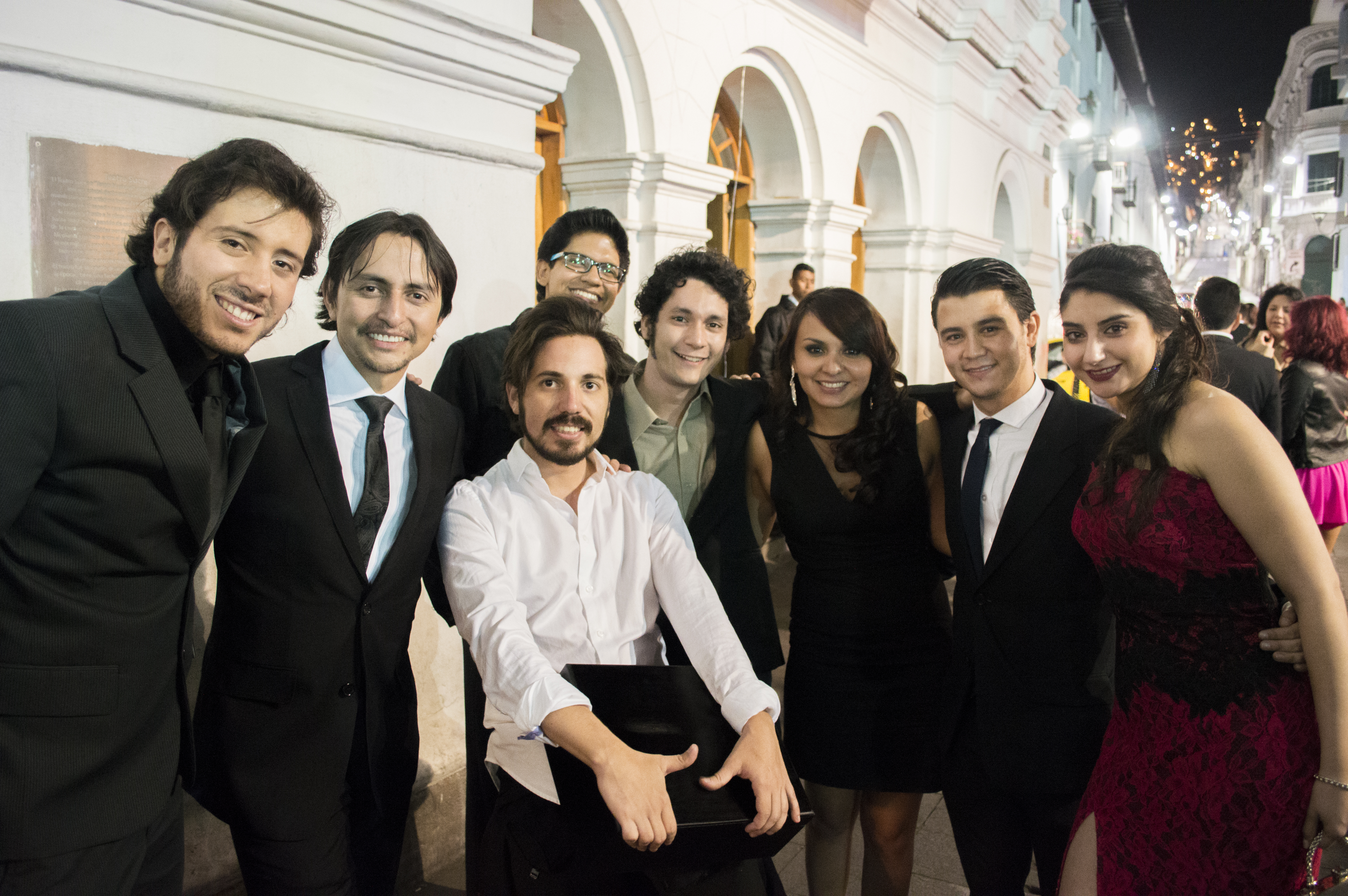
Parte del elenco de Enchufe.tv en 2015.

El elenco está conformado por artistas ecuatorianos y miembros de Enchufe.tv, tales como Nataly Valencia, Raúl Santana, Orlando Herrera, Erika Russo, Eduardo ‘Mosquito’ Mosquera, Alfredo Espinosa, Paula Aguirre, Álex Cisneros y Martha Ormaza, además de una aparición del director Jorge Ulloa. Entre los actores internacionales, figuran los mexicanos Mariana Treviño y Eugenio Derbez, el peruano Carlos Alcántara, los colombianos Jorge Enrique Abello y Biassini Segura, Lorna Cepeda y Alina Lozano. También contó con la participación especial de varios youtubers latinoamericanos como Luisito Comunica, Werevertumorro, Mox, YosStoP, Kika Nieto y Fernanfloo; y del humorista Iván Marín.

### Personajes
- Raúl Santana como Ariel, un joven de bajo perfil y temeroso al cambio.
- Biassini Segura como Ortega, el mejor amigo de Ariel y el cual ayuda a realizar el casting para formar una banda.
- Carlos Alcántara como Néstor, un roquero cristiano y guitarrista sin talento que llega a formar parte de la banda musical Rock N' Cola.[8]
- Nataly Valencia como Felicia, una hábil, excéntrica y rebelde baterista.[4]

YosStoP, Luisito Comunica y Mox tienen una aparición durante el casting para escoger los integrantes de la banda musical, en el cual Yosstop audiciona tocando un violín, mientras que el youtuber Gabriel Montiel tiene una aparición en un comercial de televisión visto por el protagonista, donde anuncia el concurso de la batalla de bandas. El youtuber Fernanfloo también tiene una aparición en la película interpretando a un mesero y la youtubera Kika Nieto es la líder de la banda llamada Malteada Pop, quienes concursaran también en las batallas de las bandas.

## Distribución
La película es distribuida para Latinoamérica por Sony Pictures, el tráiler fue lanzado en septiembre de 2019 para las redes sociales de Enchufe.tv y se estrenó el 8 de noviembre del mismo año en Ecuador. También se estrenó en México, Colombia y Perú.
El 5 de febrero del 2021 la película se estrenó en la plataforma digital Netflix para toda Latinoamérica, y para 2022 la película llegará por HBO Max. Se han planteado realizar una secuela de dicho film para los próximos años.